# 進口媳婦
《進口媳婦》（羅馬化：Sapai Import），為Pordeecom Entertainment Company Limited製作，皮查雅·瓦塔那蒙迪里（Min）與米克·通拉亞（Mik）領銜主演的愛情喜劇。該劇自2020年1月28日起，每週一至二的晚間8點20分於泰國第7電視台播出。

## 劇情簡介
Lisa（皮查雅·瓦塔那蒙迪里 飾演）是一位富有、嬌慣的女孩。當她從英國完成學業凱旋歸國後，發現她的父母負債累累。因此，她別無選擇，只好找工作來償還父母的債務。
Don（米克·通拉亞 飾演）是一位知名農場主的外孫。在他的外祖父去世前，他承諾Don將成為農場的下一個繼承人，但條件是Don要在一年內結婚生子，才能成為農場的正式接班人，否則農場將歸他的表弟Pit所有。
兩人的生活方式完全不同，但沒有任何因素能阻止命運將他倆綁在一起。Don和Lisa被Don的母親強迫結婚，因為她把Lisa當作自己的女兒來疼愛。起初，他們都拒絕了這段婚姻，但是當Don的母親宣佈她命在旦夕時，Lisa接受了，Don的母親為了表達感謝之意便幫Lisa將家中債務還清。考量彼此不相愛的緣故，Don與Lisa簽訂了假結婚六個月的協議，而意想不到的愛情也在此悄悄到來......

## 演員陣容

### 主演
- 皮查雅·瓦塔那蒙迪里（Min） 飾演 Lisa（Lis）
- 米克·通拉亞（Mik） 飾演 Don

### 配角
- 阿卡拉帕·本納格（Aun） 飾演 Mee

Don的好友，農場獸醫
- 哉布安·希丁（Jaibua） 飾演 Rin

Don的妹妹
- 朱卡潘·翁卡尼特（Boss） 飾演 Pithan（Pit）

Don的表弟
- 茜琳·可吉安（May） 飾演 Ratee
- 納塔帕特·吉爾帕瓦特（Bright） 飾演 Pat

Don的表弟，Pit的弟弟
- 薩魯特·維吉特拉南達（Big） 飾演 Wichai

反派，Don外公流落在外的私生子，一心想為自己報仇雪恨
- 薩唯特里·薩米帕（Tong） 飾演 Orn

Don與Rin的母親
- 拉查雅·拉卡西科恩（Ae） 飾演 Lada

Don的阿姨，Pit與Pat的母親
- 素妲·晴班（Mao） 飾演 Thapthim

Don的外婆
- 素拉傑·文納格（Pan） 飾演 Jade

反派，農場經理
- 夢緹娜·萍拉塔翁（Pair） 飾演 Paula

農場員工
- 阿卡拉·邱西里蘇薩袞（Win） 飾演 Ko

農場員工
- 安魯恩·拉喬特（Noi） 飾演 Gigi

農場員工，與Paula、Ko不對盤
- 特林·塞塔喬克（Trin） 飾演 Jaroen

Lisa的父親
- 努特薩拉·普拉瓦納（Lin） 飾演 Wiyada

Lisa的母親

## 劇集迴響

### 泰國電視收視
- 收視最低的集數以藍色表示，收視最高的集數以紅色表示，而空格則表示該集的收視沒有相關數據。

| 集數 No.   | 播放日期      | 播放時段 (UTC+07:00) | 平均收視率 | 來源   |
| ---------- | ------------- | -------------------- | ---------- | ------ |
| 1          | 2020年1月28日 | 星期二 20:20         | 5.805      | [ 2 ]  |
| 2          | 2020年2月3日  | 星期一 20:20         | 5.638      | [ 3 ]  |
| 3          | 2020年2月4日  | 星期二 20:20         | 6.211      | [ 4 ]  |
| 4          | 2020年2月10日 | 星期一 20:20         | 6.101      | [ 5 ]  |
| 5          | 2020年2月11日 | 星期二 20:20         | 6.640      | [ 6 ]  |
| 6          | 2020年2月17日 | 星期一 20:20         | 6.495      | [ 7 ]  |
| 7          | 2020年2月18日 | 星期二 20:20         | 6.87       | [ 8 ]  |
| 8          | 2020年2月24日 | 星期一 20:20         | 6.096      | [ 9 ]  |
| 9          | 2020年2月25日 | 星期二 20:20         | 6.463      | [ 10 ] |
| 10         | 2020年3月2日  | 星期一 20:20         | 6.843      | [ 11 ] |
| 11         | 2020年3月3日  | 星期二 20:20         | 6.684      | [ 12 ] |
| 12         | 2020年3月9日  | 星期一 20:20         | 7.531      | [ 13 ] |
| 13         | 2020年3月10日 | 星期二 20:20         | 7.284      | [ 14 ] |
| 14         | 2020年3月16日 | 星期一 20:20         | 7.248      | [ 15 ] |
| 15         | 2020年3月17日 | 星期二 20:20         | 7.346      | [ 16 ] |
| 16         | 2020年3月23日 | 星期一 20:20         | 7.783      | [ 17 ] |
| 17         | 2020年3月24日 | 星期二 20:20         | 8.513      | [ 18 ] |
| 平均收視率 | 平均收視率    | 平均收視率           | 6.797      | 1      |

^1  基於每集的平均觀眾份額。

## 作品的變遷
| 泰國第7電視台 每週一至週二20:20-22:30                  | 泰國第7電視台 每週一至週二20:20-22:30                  | 泰國第7電視台 每週一至週二20:20-22:30 |
| ------------------------------------------------------ | ------------------------------------------------------ | ------------------------------------- |
|                                                        | 進口媳婦 สะใภ้อิมพอร์ต （2020年1月28日 - 2020年3月34日）  |                                       |
| 親愛的戰士 ยอดรักนักรบ （2019年12月2日 - 2020年1月27日） | 遮心之簾2020 ม่านบังใจ （2020年5月26日 - 2020年7月14日） |                                       |

## 外部鏈接
- 泰國第7電視台官方網站 （页面存档备份，存于）（泰文）
- 劇集介紹及劇評 （页面存档备份，存于）（英文）
- 豆瓣电影上《進口媳婦》的資料 （简体中文）